# Ibai Abad i Sisó
Ibai Abad i Sisó (Lleida, 11 de novembre de 1985) és un director de cinema català.

## Trajectòria
El 2016 va dirigir el llargmetratge The girl from the song, una revisió del mite d'Orfeu i Eurídice rodat entre Barcelona, Londres i el festival Burning Man, al desert de Black Rock, en el marc del Màster Oficial de Cinematografia de l'Escola Superior de Cinema i Audiovisuals de Catalunya. El novembre de 2017, es va estrenar la pel·lícula a la plataforma Netflix i es va col·locar entre les cinc pel·lícules més vistes en diversos països.
El 2022, va rodar als paisatges de Mutxamel, Crevillent, Salàs de Pallars, la Saira, Calaf i Móra la Nova una adaptació lliure de la novel·la L'Escanyapobres de Narcís Oller en forma de western, protagonitzada per Àlex Brendemühl i Mireia Vilapuig, Quim Àvila, Laura Conejero i Boris Ruiz en el repartiment, i ambientada a finals del segle xix, quan Europa viu un moment de transformació i el capitalisme pertorba la tranquil·litat de la Catalunya rural amb l'arribada del primer tren, símbol de la Revolució Industrial.

## Filmografia
- Cuento para un entierro (curtmetratge, 2010)
- Tahití (curtmetratge, 2014)
- The girl from the song (2016)[5]
- La otra vida (curtmetratge, 2018)
- Escanyapobres (2022)